# Elov Persson

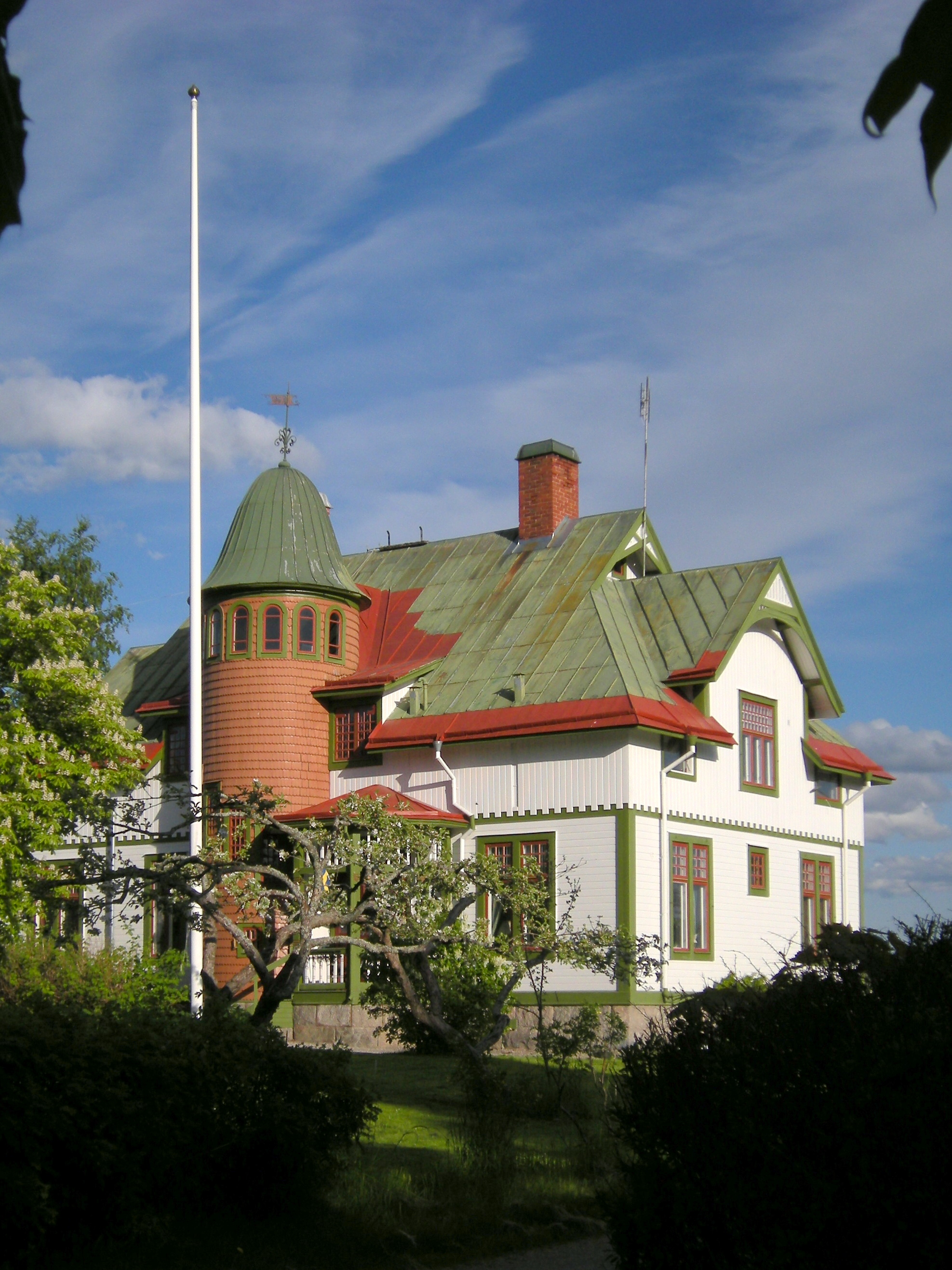
Kronblomsvillan i Torsåker var Elov Perssons bostad.

Elov Persson, född 10 juli 1894 i Hästbo, Torsåkers församling, Gävleborgs län, död 9 juli 1970 i Torsåker, var en svensk serieskapare.
Persson var upphovsman till de tecknade serierna Kronblom och Agust och Lotta.

## Biografi

### Kaspersson
Perssons första återkommande serie var skämtserien Kaspersson som debuterade 1924 i tidningen Smålänningen.

### Kronblom och Agust
Serien blev populär, och Persson, som ville kunna försörja sig på sitt tecknande, skickade 1927 ett utkast för en ny humorserie till Åhlén & Åkerlunds förlag. Hans gängliga, krumryggade, flintskalliga figur med den långa näsan blev antagen av det stora veckotidningsförlaget, och serien Kronbloms äventyr (senare Kronblom) såg dagens ljus i veckotidningen Allt för Alla nr 29/1927 (daterad 17 juli). Serien blev genast populär. År 1932 flyttade den till Vårt Hem, sedan under 1940-talet till Året Runt och i november 1987 hamnade den i Allers, där den fortsatte att publiceras till 2021. Sedan 1956 har serien även publicerats i serietidningen 91:an.
Efter Kronbloms framgångar fick Persson en beställning på ytterligare en serie, vilken kom att bli Agust. Debuten skedde 1928 i veckotidningen Hela Världen. Senare flyttade serien till Min Värld och därefter till Land. Den har även publicerats i serietidningarna 91:an och Åsa-Nisse.
Repriser av veckotidningssidorna av Kronblom och Agust samlas årligen i julalbum. Det första julalbumet med Kronblom utkom redan 1930 och Agust 1931, men det var först på 1960-talet som utgivningen blev årligen återkommande.

### Arvtagarna
Persson slutade att teckna Kaspersson i Smålänningen redan 1929, eftersom Åhlén och Åkerlund – för vilka han gjorde Kronblom och Agust – inte ville att han skulle göra serier för några andra än dem. Sedermera tog Einar Lindberg över Kaspersson.
År 1967 lämnade Persson över Kronblom till sonen Gunnar. Agust togs över av hans andre son Ingvar 1971, strax efter Elov Perssons död. Båda serierna har idag tagits över av en tredje generation tecknare – Gunnar har lämnat över Kronblom till sonen Jonas medan Ingvar har låtit dottern Bia (Britt-Marie) Melin ta över Agust.
Platsen framför gården i Bäckebro i Gävle, där Elov Persson 1927 skapade seriefiguren Kronblom, heter sedan 2004 Kronblomsplan.
Elov Persson dog dagen innan han skulle fyllt 76.